# Sextet (muziek)

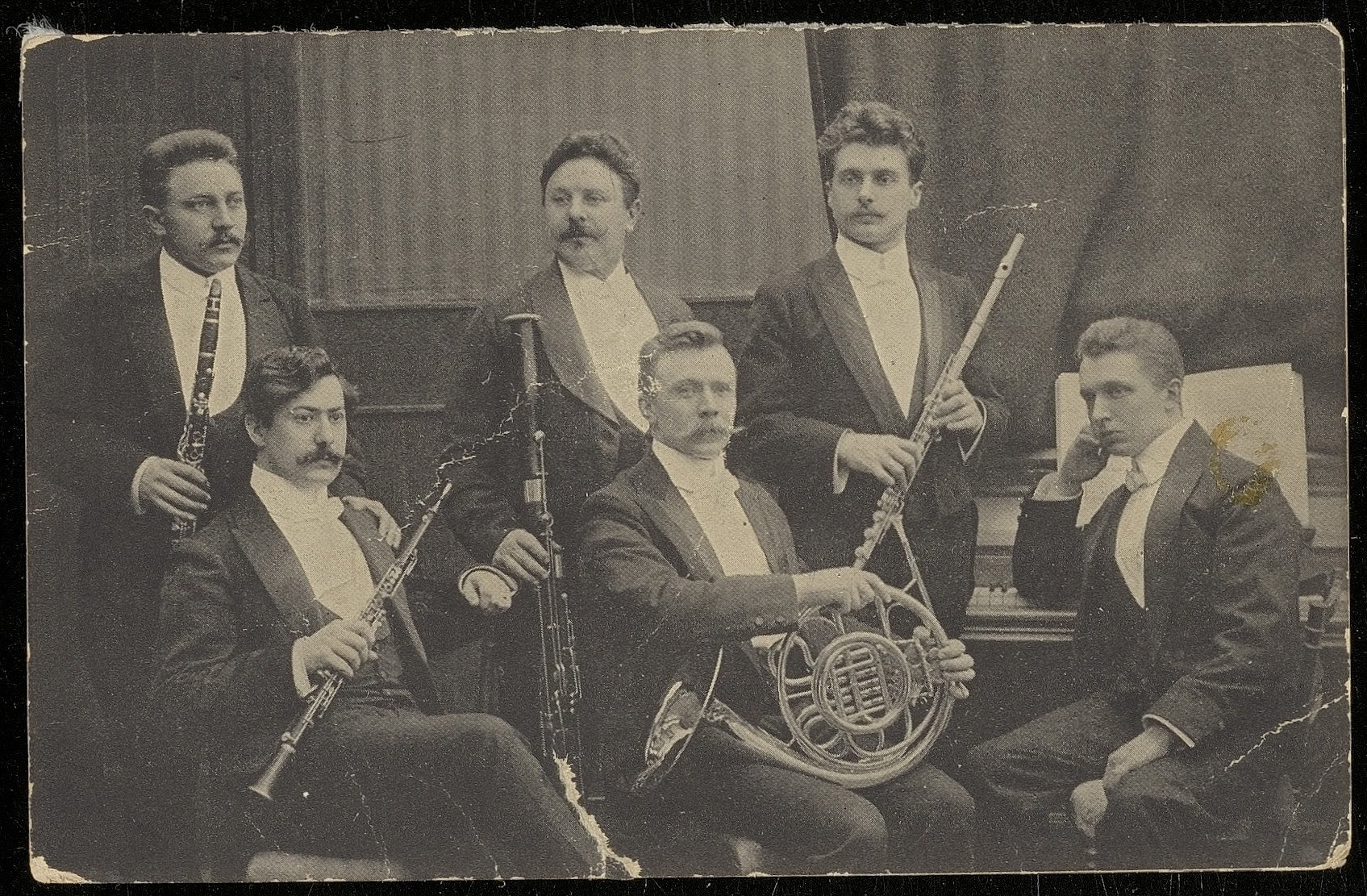
Een sextet omstreeks 1915

Een sextet is een formatie van zes muzikanten. 
De aanduidingen duo, trio, kwartet, kwintet en sextet komen regelmatig voor binnen allerlei genres in de muziek. Van de sextetten heeft alleen het strijksextet een min of meer vaste samenstelling: tweemaal een viool, tweemaal een altviool en tweemaal een cello, maar ook andere combinaties komen daarin voor. 
Ook een muziekstuk dat is geschreven voor een sextet wordt als zodanig aangeduid. 
Het bekendste sextet is waarschijnlijk dat uit Lucia di Lammermoor van Gaetano Donizetti. Binnen het genre sextet zijn er verder geen echt bekende werken. Enkele minder bekende werken zijn:
- Strijksextet opus 48 van Antonín Dvořák;
- Strijksextet opus 18 van Johannes Brahms;
- Strijksextet van Walter Piston;
- Sextet van Vagn Holmboe
- Sextet van Krzysztof Penderecki;
- Sextet van Steve Reich;
- Concertino voor vijf violen en piano van Knudåge Riisager.

Er zijn tamelijk veel duetten, trio's, kwartetten en kwintetten geschreven. De sterke afname bij de overgang van kwintet (vijf uitvoerenden) naar sextet (zes uitvoerenden) is opvallend. 
Naar aantal leden: Eenmansorkest / Solist · Duo ·  Trio ·  Kwartet ·  Kwintet · Sextet · Septet · Octet · Nonet